# Rivière Mattagami
À ne pas confondre avec la ville québécoise de Matagami.
La rivière Mattagami est un cours d'eau du nord-est de l'Ontario, au Canada. 

## Géographie

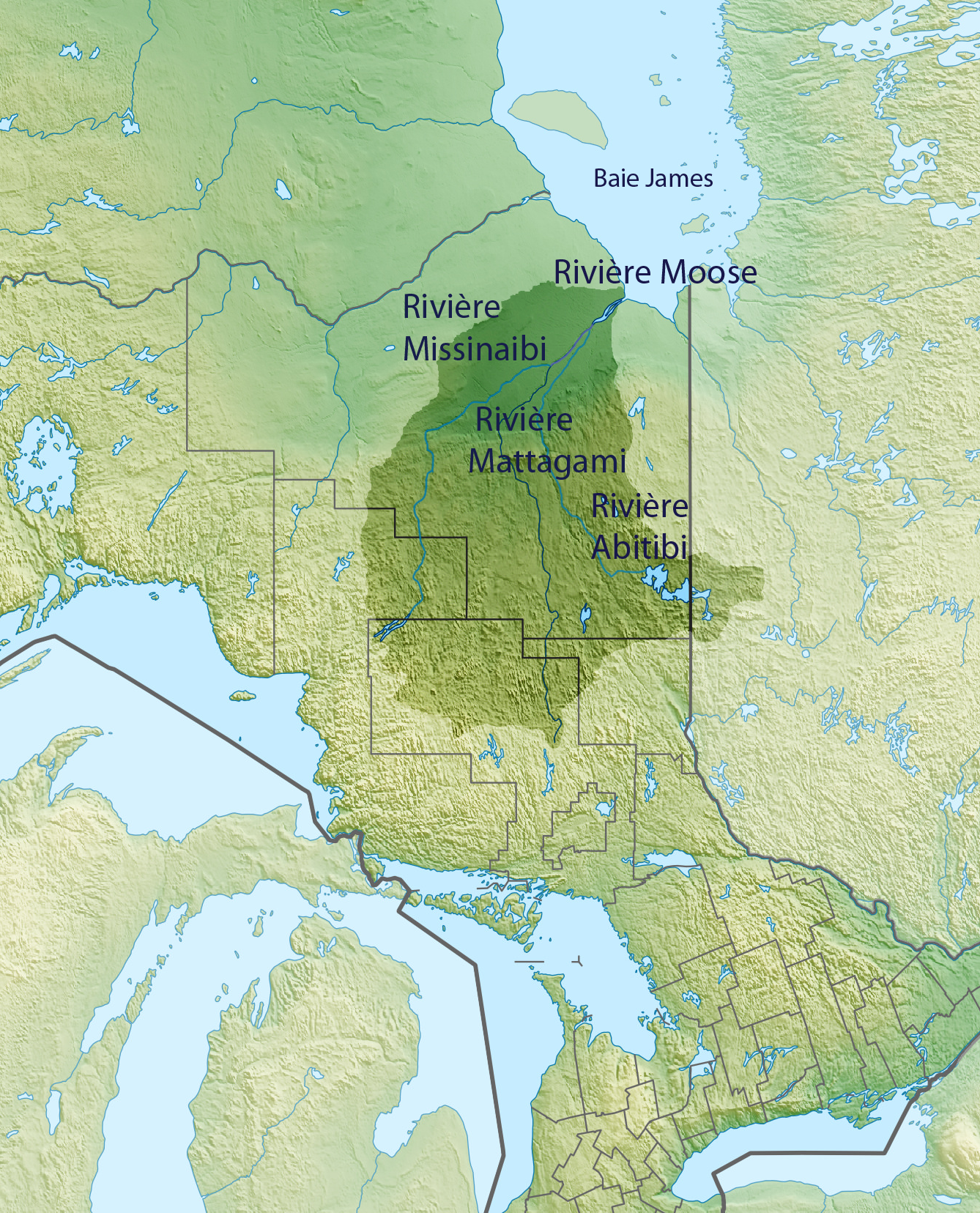
Bassin versant de la Moose

La rivière Mattagami prend sa source à partir du lac Mattagami, dont elle est le principal émissaire, à une altitude de 330 mètres. La rivière s'écoule depuis le cœur de la Réserve de chasse de la Couronne de Chapleau qui est une réserve naturelle et une réserve de chasse, située dans la division territoriale du nord-est de l'Ontario, sur le district de Sudbury et le district d'Algoma.
Après un parcours de 443 km, la rivière rejoint, à une altitude de 58 mètres, un autre cours d'eau, la rivière Missinaibi pour former la rivière Moose. Cette dernière se dirige ensuite vers le nord-est et se déverse dans la baie James située au sud de la baie d'Hudson.

## Toponymie
Le nom de Mattagami désigne en langue amérindienne cri "La source de l'eau" (maadaagami) ou "eau turbulente" (madaagami).